# Americanpuglia
Americanpuglia è un album di Leone Di Lernia uscito nel 1984. L'album è suddiviso in 8 brani.

## Tracce
1. Americanpuglia (Disco version) – 5:20 (L. Di Lernia, M. Bonafè, M. Bracco, M. Dalla Stella)
2. Spremi spremi – 3:46 (Linuccelli, L. Di Lernia)
3. Padron pensaci tu – 3:16 (L. Di Lernia)
4. Americanpuglia (Normal version) – 3:50 (L. Di Lernia, M. Bonafè, M. Bracco, M. Dalla Stella)
5. Africanbanana (Disco version)
6. Non mi puoi ngastrè
7. I guiai della nellezza
8. Africanbanana (Normal version)